# Nicolas Mosar
Nicolas Mosar (Lussemburgo, 25 novembre 1927 – Lussemburgo, 6 gennaio 2004) è stato un politico e diplomatico lussemburghese, esponente del Partito Popolare Cristiano Sociale.
È stato commissario europeo.

## Formazione e carriera professionale
Mosar studiò giurisprudenza. Dal 1962 al 1963 presiedette l'associazione dei giovani avvocati del Lussemburgo.

## Carriera politica e diplomatica
Mosar fece parte del consiglio comunale di Lussemburgo ininterrottamente dal 1959 al 1984.
Nel 1969 venne eletto membro della Camera dei deputati e nel 1972 presidente del Partito Popolare Cristiano Sociale. Perse entrambe le cariche dopo la sconfitta elettorale del 1974, ma tornò a far parte della Camera dei deputati dal 1976. Nel 1979 venne eletto presidente del gruppo parlamentare del suo partito.
Alla fine del 1984 il governo lussemburghese indicò Mosar come commissario europeo del Lussemburgo, per cui egli si dimise dai suoi incarichi parlamentari. Entrò in carica il 6 gennaio 1985 come commissario europeo per l'energia nell'ambito della Commissione Delors I e rimase in carica fino al gennaio 1989.
Dopo la fine del mandato da commissario europeo Mosar venne nominato ambasciatore del Lussemburgo in Italia. In tale veste Mosar guidò la delegazione lussemburghese alla venticinquesima sessione della Conferenza della FAO del novembre 1989 a Roma. Svolse l'incarico diplomatico fino al 1992.

## Famiglia
Suo figlio Laurent Mosar è deputato del Lussemburgo dal 1994 e presidente della Camera dei deputati dal luglio 2009.

## Riconoscimenti
- Medaglia Robert Schuman, 13 dicembre 1988